# Torneo Uncaf Sub-19 de 2024
El Torneo Uncaf Sub-19 de 2024 fue una competición internacional que reunió a los siete países de Centroamérica y de invitado la selección de Cuba.

## Sistema de competición
El torneo se dividirá en dos grupos, con 8 selecciones participantes, en el que la selección con más puntos entre el grupo A y B, clasificaban a la final.
Para la definición entre los puestos de tercer, quinto y séptimo lugar, la selección que quedó ubicada en la tabla de posiciones de su grupo, se enfrenta ante la selección que quedó en la misma posición del diferente grupo.

## Calendario
El calendario de la competición es el siguiente.
| Fase              | Ronda            | Fecha       |
| ----------------- | ---------------- | ----------- |
| Fase de grupos    | Fecha 1          | 19 de enero |
| Fase de grupos    | Fecha 2          | 21 de enero |
| Fase de grupos    | Fecha 3          | 23 de enero |
| Fase eliminatoria | Séptima posición | 25 de enero |
| Fase eliminatoria | Quinta posición  | 25 de enero |
| Fase eliminatoria | Tercera posición | 25 de enero |
| Fase eliminatoria | Final            | 25 de enero |

## Equipos participantes
| Equipos participantes | Equipos participantes | Equipos participantes | Equipos participantes |
| --------------------- | --------------------- | --------------------- | --------------------- |
| Costa Rica            | Guatemala             | Panamá                | Cuba                  |
| El Salvador           | Honduras              | Nicaragua             | Belice                |

## Fase de grupos
- Los horarios corresponden al tiempo de: UTC-6.

### Grupo A
| Selección   | Pts. | PJ | PG | PE | PP | GF | GC | DF  |
| ----------- | ---- | -- | -- | -- | -- | -- | -- | --- |
| Panamá      | 9    | 3  | 3  | 0  | 0  | 8  | 0  | 8   |
| Honduras    | 6    | 3  | 2  | 0  | 1  | 8  | 3  | 5   |
| Nicaragua   | 3    | 3  | 1  | 0  | 2  | 5  | 8  | -3  |
| El Salvador | 0    | 3  | 0  | 0  | 3  | 2  | 12 | -10 |

| 19 de enero | Panamá | 3:0 (0:0) | El Salvador | Centro Alto Rendimiento de Olimpia, Tegucigalpa |                           |
| 11:10       |        | Reporte   |             | Árbitro(s): Jesús Montero                       | Árbitro(s): Jesús Montero |

| 19 de enero | Honduras | 4:0 (2:0) | Nicaragua | Centro Alto Rendimiento de Olimpia, Tegucigalpa |                                 |
| 15:10       |          | Reporte   |           | Árbitro(s): Modesto Hierrezuelo                 | Árbitro(s): Modesto Hierrezuelo |

| 21 de enero | Nicaragua | 0:4 (0:2) | Panamá | Centro Alto Rendimiento de Olimpia, Tegucigalpa |                          |
| 11:10       |           | Reporte   |        | Árbitro(s): Ismael López                        | Árbitro(s): Ismael López |

| 21 de enero | Honduras | 4:2 (2:1) | El Salvador | Centro Alto Rendimiento de Olimpia, Tegucigalpa |                        |
| 15:10       |          | Reporte   |             | Árbitro(s): Diego Ojer                          | Árbitro(s): Diego Ojer |

| 23 de enero | El Salvador | 0:5 (0:2) | Nicaragua | Centro Alto Rendimiento de Olimpia, Tegucigalpa |                          |
| 11:10       |             | Reporte   |           | Árbitro(s): Victor Caliz                        | Árbitro(s): Victor Caliz |

| 23 de enero | Honduras | 0:1 (0:1) | Panamá | Centro Alto Rendimiento de Olimpia, Tegucigalpa |                          |
| 15:10       |          | Reporte   |        | Árbitro(s): Ismael López                        | Árbitro(s): Ismael López |

### Grupo B
| Selección  | Pts. | PJ | PG | PE | PP | GF | GC | DF  |
| ---------- | ---- | -- | -- | -- | -- | -- | -- | --- |
| Guatemala  | 9    | 3  | 3  | 0  | 0  | 12 | 3  | 9   |
| Costa Rica | 4    | 3  | 1  | 1  | 1  | 10 | 6  | 4   |
| Belice     | 3    | 3  | 1  | 0  | 2  | 3  | 14 | -11 |
| Cuba       | 1    | 3  | 0  | 1  | 2  | 3  | 5  | -2  |

| 19 de enero | Guatemala | 2:1 (1:1) | Cuba | Centro Alto Rendimiento de Olimpia, Tegucigalpa |                           |
| 11:00       |           | Reporte   |      | Árbitro(s): James Salinas                       | Árbitro(s): James Salinas |

| 19 de enero | Costa Rica | 7:1 (3:0) | Belice | Centro Alto Rendimiento de Olimpia, Tegucigalpa |                              |
| 15:00       |            | Reporte   |        | Árbitro(s): Melvin Matamoros                    | Árbitro(s): Melvin Matamoros |

| 21 de enero | Belice | 0:6 (0:2) | Guatemala | Centro Alto Rendimiento de Olimpia, Tegucigalpa |                          |
| 11:00       |        | Reporte   |           | Árbitro(s): Ricardo Reid                        | Árbitro(s): Ricardo Reid |

| 21 de enero | Cuba | 1:1 (0:0) | Costa Rica | Centro Alto Rendimiento de Olimpia, Tegucigalpa |                           |
| 15:00       |      | Reporte   |            | Árbitro(s): César Nolasco                       | Árbitro(s): César Nolasco |

| 23 de enero | Belice | 2:1 (2:1) | Cuba | Centro Alto Rendimiento de Olimpia, Tegucigalpa |                           |
| 11:00       |        | Reporte   |      | Árbitro(s): Eliel Aguirre                       | Árbitro(s): Eliel Aguirre |

| 23 de enero | Costa Rica | 2:4 (1:2) | Guatemala | Centro Alto Rendimiento de Olimpia, Tegucigalpa |                           |
| 15:00       |            | Reporte   |           | Árbitro(s): James Salinas                       | Árbitro(s): James Salinas |

## Fase final

### Séptima posición
| 25 de enero | Cuba | 2:2 (1:2) (3:4 p.)         | El Salvador | Centro Alto Rendimiento de Olimpia, Tegucigalpa |                           |
| 10:30       |      | Reporte                    |             | Árbitro(s): Jesús Montero                       | Árbitro(s): Jesús Montero |
|             |      | Tiros desde el punto penal |             |                                                 |                           |
|             | -    |                            | -           |                                                 |                           |

### Quinta posición
| 25 de enero | Nicaragua | 3:1 (2:1) | Belice | Centro Alto Rendimiento de Olimpia, Tegucigalpa |                                 |
| 14:50       |           | Reporte   |        | Árbitro(s): Modesto Hierrezuelo                 | Árbitro(s): Modesto Hierrezuelo |

### Tercer lugar
| 25 de enero | Costa Rica | 2:3 (0:1) | Honduras | Centro Alto Rendimiento de Olimpia, Tegucigalpa |                        |
| 10:40       |            | Reporte   |          | Árbitro(s): Diego Ojer                          | Árbitro(s): Diego Ojer |

### Final
| 25 de enero | Panamá | 0:0 (0:3 p.)               | Guatemala | Centro Alto Rendimiento de Olimpia, Tegucigalpa |                           |
| 15:00       |        | Reporte                    |           | Árbitro(s): César Nolasco                       | Árbitro(s): César Nolasco |
|             |        | Tiros desde el punto penal |           |                                                 |                           |
|             | -      |                            | -         |                                                 |                           |

## Estadísticas

### Tabla general
| Pos.                               | Equipo      | Pts | PJ | PG | PE | PP | GF | GC | Dif. | Rend   |
| ---------------------------------- | ----------- | --- | -- | -- | -- | -- | -- | -- | ---- | ------ |
| Medalla de oro, América Central    | Guatemala   | 10  | 4  | 3  | 1  | 0  | 12 | 3  | 9    | 83.33% |
| Medalla de plata, América Central  | Panamá      | 10  | 4  | 3  | 1  | 0  | 8  | 0  | 8    | 83.33% |
| Medalla de bronce, América Central | Honduras    | 9   | 4  | 3  | 0  | 1  | 11 | 5  | 6    | 75%    |
| 4                                  | Costa Rica  | 4   | 4  | 1  | 1  | 2  | 12 | 9  | 3    | 33.33% |
| 5                                  | Nicaragua   | 6   | 4  | 2  | 0  | 2  | 8  | 9  | -1   | 50%    |
| 6                                  | Belice      | 3   | 4  | 1  | 0  | 3  | 4  | 17 | -13  | 25%    |
| 7                                  | El Salvador | 3   | 4  | 1  | 0  | 3  | 4  | 14 | -10  | 25%    |
| 8                                  | Cuba        | 1   | 4  | 0  | 1  | 3  | 5  | 7  | -2   | 8.33%  |